# Игры мотыльков
«Игры мотыльков» — российский художественный фильм 2004 года режиссёра Андрея Прошкина, снятый по повести Владимира Железникова «Чучело 2, или Игры мотыльков».

## Сюжет
Начинающий шестнадцатилетний музыкант Костя получает приглашение на музыкальный конкурс в Москву, но, решая отпраздновать это событие, напивается с друзьями и  угоняет автомобиль. Ребята сбивают человека и, бросив разбитый автомобиль, убегают. Костя отвергает помощь близких людей и садится в тюрьму на год. Он попадает в тюрьму ради самоутверждения, для того, чтобы доказать, что он имеет право на собственные решения и не нуждается ни в чьей помощи.
После выхода на свободу он ожесточается настолько, что насилует девушку Зою, влюблённую в него, и выгоняет её. Отец Зои Степаныч в состоянии аффекта заряжает охотничье ружьё, но Зоя защищает Костю, который убегает к водохранилищу и долго в задумчивости курит, глядя на падающую воду. Вскоре в трамвае он встречает Зою и предлагает ей уехать вместе с ним к матери.

## В ролях
| Актёр                  | Роль                             |
| ---------------------- | -------------------------------- |
| Алексей Чадов          | Костя                            |
| Мария Звонарёва        | Лиза                             |
| Оксана Акиньшина       | Зойка                            |
| Юрий Кузнецов          | Степаныч                         |
| Сергей Шнуров          | Джон (клавишник из группы Кости) |
| Андрей Смоляков        | Глебов                           |
| Алексей Шевченков      | Куприянов                        |
| Дарья Екамасова        | Чича                             |
| Полина Головина        | Алка                             |
| Юлия Ломакина          | Машка                            |
| Сергей Игоревич Фролов | Кабан                            |
| Андрей Гуркин          | Гура                             |
| Антон Бещук            | Суша                             |
| Владимир Денисов       | следователь                      |
| Вадим Амирханов        | басист                           |
| Евгений Янин           | барабанщик                       |
| Дмитрий Дибров         | камео                            |
| Бари Алибасов          | член жюри                        |
| Аркадий Укупник        | член жюри                        |
| Юлия Учиткина          |                                  |
| Анатолий Отраднов      | милиционер сержант Ерёменко      |
| Сергей Акимов          |                                  |

## Съёмочная группа
- Авторы сценария:
  - Владимир Железников
  - Галина Арбузова
  - Андрей Прошкин
  - Владимир Козлов
- Режиссёр-постановщик: Андрей Прошкин
- Оператор-постановщик: Юрий Райский
- Звукорежиссёр: Роланд Казарян

## Награды
- 2004 — Приз зрительских симпатий II Международного кинофестиваля стран АТР Pacific Meridian
- 2004 — МФ фильмов о правах человека «Сталкер», Приз детского фонда ЮНИСЕФ («Игры мотыльков»)[1]
- 2004 — ОРКФ «Кинотавр» в Сочи, Приз «Но пораженье от победы ты сам не должен отличать» («Игры мотыльков»)[2]
- 2004 — Фестиваль «Бригантина» в Бердянске — специальный приз «За отражение современных проблем молодёжи» (Алексею Чадову и Андрею Прошкину)[3]
- 2004 — премия Гильдии киноведов и кинокритиков России «Золотой овен» за лучшую музыку к фильму (Владимиру Чекасину и Сергею Шнурову)
- 2004 — приз за лучшую мужскую роль фестиваля «Московская премьера»[4] — Алексею Чадову